# Čaňa
Čaňa (Hongaars: Hernádcsány) is een Slowaakse gemeente in de regio Košice, en maakt deel uit van het district Košice-okolie.
Čaňa telt 5.285 inwoners.
Voor 1900 was ongeveer de helft van de bevolking Slowaaks en de andere helft Hongaars. De verhoudingen zouden in de jaren van de Eerste Wereldoorlog en de Tweede Wereldoorlog compleet veranderen. Tussen 1890 en 1920 was er onder Hongaar bestuur een sterke Magyariseringsdruk. De Slowaakse bevolking werd naar Hongaarstalige scholen gestuurd. Toen Hongarije in 1920 werd opgedeeld kwam er een sterke Slowakisering of Herslowakisering op gang. Sinds de Tweede Wereldoorlog wonen er geen Hongaren meer in de gemeente.